# Железнодорожная петарда

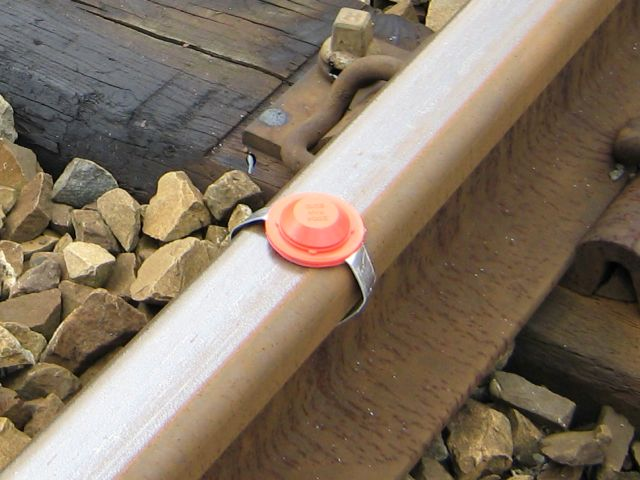
Железнодорожная петарда (Бельгия)

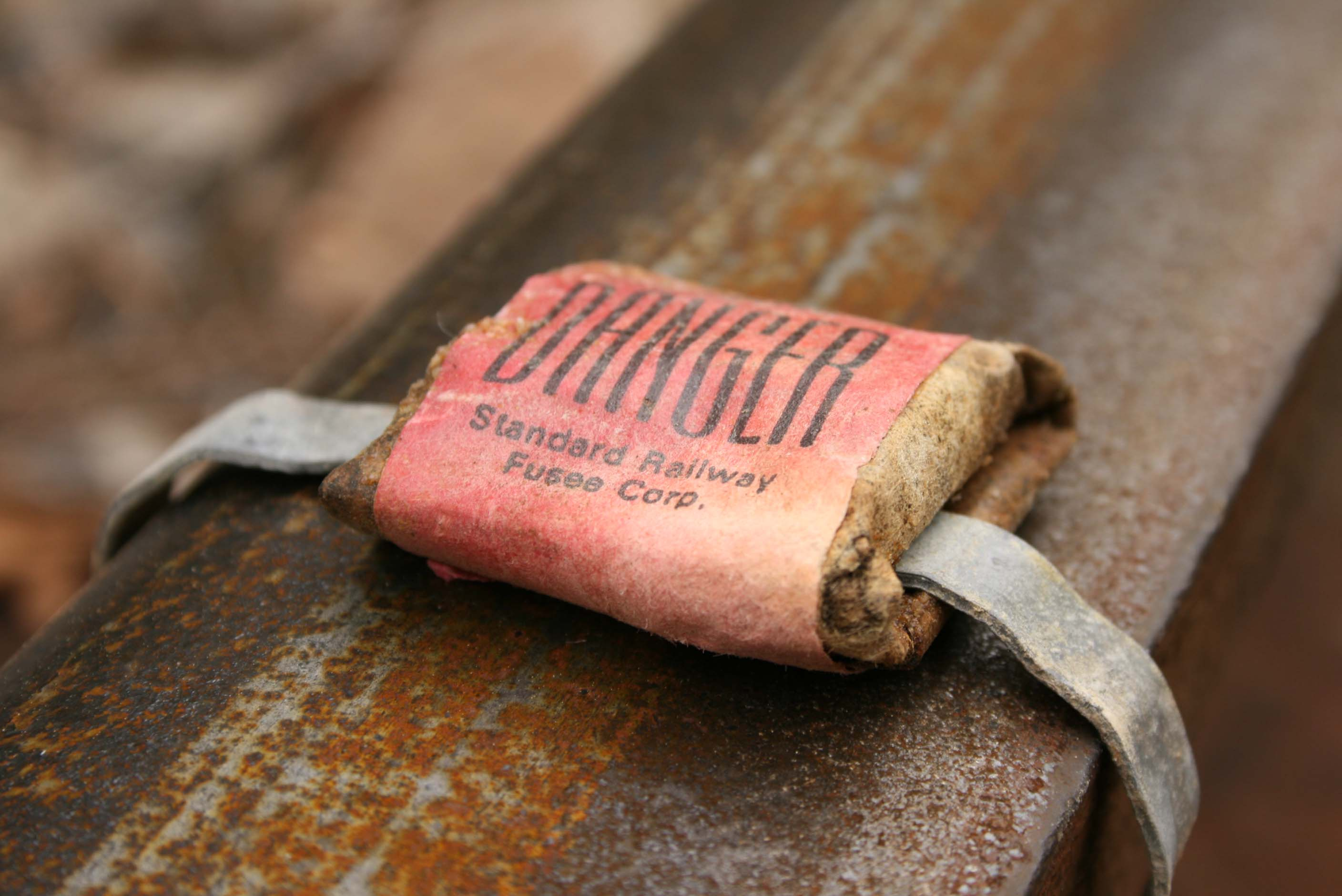
Железнодорожная петарда (США)

Сигнальная железнодорожная петарда — пиротехническое средство обнаружения, применяемое на железнодорожном транспорте для подачи звукового сигнала машинисту локомотива. Изобретена в 1841 году английским изобретателем Эдуардом Альфредом Каупером.

## Устройство
Петарда имеет металлический корпус, состоящий из дна, крышки, наковаленки с тремя накольными капсюлями-воспламенителями, надетыми на металлические штифты. Крышка с дном соединены методом закатки. Для крепления петарды к рельсу в её конструкции предусмотрена металлическая пружина в виде пластины с загнутыми концами.
На пружине петарды имеется маркировка, выполненная клеймением, включающая товарный знак предприятия-изготовителя, год изготовления (две последние цифры) и клеймо ОТК. Металлический корпус петарды окрашен в красный цвет.
В качестве взрывчатого вещества применяется порох (в России — дымный ружейный порох ДРП-1, ГОСТ 1028-79).
Петарды эксплуатируются при температуре ±50 °C и относительной влажности воздуха до 98 %.

## Назначение
Железнодорожная петарда применяется для:
- предупреждения или стоп-сигнала в густом тумане, когда высока вероятность не заметить световые сигналы;
- предупреждения о занятом участке пути по причине инцидента или аварии;
- предупреждения о текущих срочных ремонтных работах на линии;
- при необходимости срочно остановить приближающийся поезд в чрезвычайной ситуации.

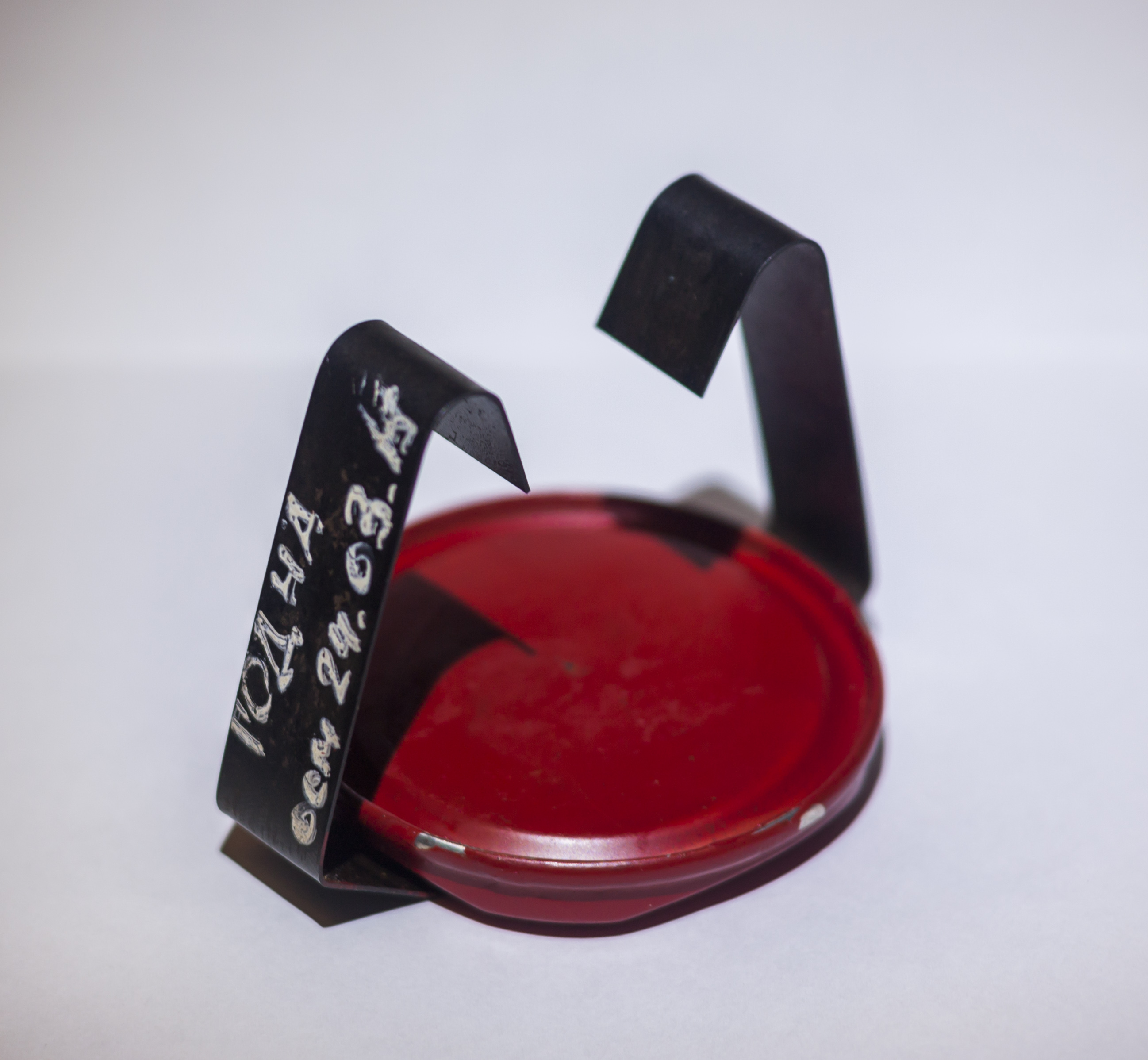
Железнодорожная петарда (Россия)

Для повышения надёжности предупреждения и отличия подаваемого стоп-сигнала от всевозможных посторонних звуков железнодорожные петарды применяются по три штуки подряд, располагаясь вдоль рельсов с интервалом в 20 метров.

## Принцип действия
Петарда устанавливается на головку рельса и срабатывает в результате наезда на неё колёсной пары подвижного состава. В результате силового нагружения крышки петарды происходит накол капсюлей-воспламенителей. В результате их срабатывания воспламеняется пороховой заряд. От взрыва заряда корпус петарды деформируется и разрушается по шву закатки. Уровень звука взрыва петарды — не менее 100 децибел.